# 王宁 (1959年)
王宁（1959年7月—），男，汉族，四川德阳人，中华人民共和国政治人物。四川省财政学校财政专业毕业，西南财经大学财政学专业毕业研究生学历，经济学博士，注册会计师。中共十七大代表，第十届、十二届全国人大代表。

## 生平
王宁1976年9月参加工作，早年为四川省罗江县第二小学教师。1978年，入四川省财政学校财政专业学习。1980年毕业后分配到四川省财政厅工作，历任预算处干部、副科长、科长、副处长、处长。1985年12月加入中国共产党。1995年，任四川省财政厅副厅长、党组成员。2003年，任四川省财政厅厅长、党组书记。2004年12月，任四川省南充市委书记、市人大常委会主任。2007年5月，任四川省政府副省长、党组成员。2015年4月，升任中共四川省委常委、省政府常务副省长。2016年7月，兼任四川天府新区管理委员会办公室主任。2018年2月24日，当选为第十三届全国人大代表。
2020年1月20日，因工作需要，辞去四川省人民政府常务副省长职务。同年3月，不再担任中共四川省委常委。5月12日，补选为四川省人大常委会副主任。